# Danh sách thành viên của Running Man (Việt Nam)
Sau đây là danh sách các thành viên chính của chương trình truyền hình thực tế Running Man phiên bản Việt Nam.

## Dòng thời gian
| Thành viên          | Mùa 1 | Mùa 2 | Mùa 2 | Mùa 3 |
| ------------------- | ----- | ----- | ----- | ----- |
| Trấn Thành          |       |       |       |       |
| Ninh Dương Lan Ngọc |       |       |       |       |
| Liên Bỉnh Phát      |       |       |       |       |
| Jun Phạm            |       |       |       |       |
| Trương Thế Vinh     |       |       |       |       |
| Ngô Kiến Huy        |       |       |       |       |
| Trường Giang        |       |       |       |       |
| Thúy Ngân           |       |       |       |       |
| Karik               |       |       |       |       |
| Jack                |       |       |       |       |
| BB Trần             |       |       |       |       |
| Quang Trung         |       |       |       |       |
| Quang Tuấn          |       |       |       |       |
| Anh Tú Atus         |       |       |       |       |
| Quân A.P            |       |       |       |       |
| Lê Nhân             |       |       |       |       |

## Thành viên

### Thành viên hiện tại
| STT | Tên            | Ngày sinh         | Nghề nghiệp      |
| --- | -------------- | ----------------- | ---------------- |
| 1   | Quang Tuấn     | 14 tháng 3, 1985  | Diễn viên        |
| 2   | Trấn Thành     | 5 tháng 2, 1987   | Diễn viên, MC    |
| 3   | Lan Ngọc       | 4 tháng 4, 1990   | Diễn viên        |
| 4   | Liên Bỉnh Phát | 25 tháng 11, 1990 | Diễn viên        |
| 5   | Lê Nhân        | 13 tháng 9, 1991  | Diễn viên        |
| 6   | Anh Tú Atus    | 3 tháng 10, 1993  | Diễn viên, ca sĩ |
| 7   | Quang Trung    | 19 tháng 3, 1994  | Diễn viên        |
| 8   | Quân A.P       | 24 tháng 1, 1997  | Ca sĩ            |

### Cựu thành viên
| STT | Tên             | Ngày sinh        | Nghề nghiệp          |
| --- | --------------- | ---------------- | -------------------- |
| 1   | Trường Giang    | 20 tháng 4, 1983 | Diễn viên, MC        |
| 2   | Jun Phạm        | 24 tháng 7, 1989 | Ca sĩ, diễn viên     |
| 3   | Trương Thế Vinh | 22 tháng 5, 1984 | Ca sĩ, diễn viên     |
| 4   | Thúy Ngân       | 5 tháng 4, 1991  | Diễn viên, người mẫu |
| 5   | Ngô Kiến Huy    | 29 tháng 6, 1988 | Ca sĩ, diễn viên, MC |
| 6   | Karik           | 12 tháng 4, 1989 | Rapper               |
| 7   | BB Trần         | 20 tháng 8, 1990 | Diễn viên            |
| 8   | Jack            | 12 tháng 4, 1997 | Ca sĩ, rapper        |

## Biệt danh
| STT | Tên             | Biệt danh                                      |
| --- | --------------- | ---------------------------------------------- |
| 1   | Trường Giang    | Anh già                                        |
| 2   | Lan Ngọc        | Bé Mèo, Ngọc nữ cơ hội, Nọc Nọc, Thỏ Ngọc      |
| 3   | Karik           | Bé Bự, chàng Non, Dừa Sáp                      |
| 4   | Jun Phạm        | Thỏ trắng                                      |
| 5   | Liên Bỉnh Phát  | Mầm non giải trí, Bé Bỉnh                      |
| 6   | Trương Thế Vinh | Voi biển                                       |
| 7   | Thúy Ngân       | Hoa săn mồi                                    |
| 8   | Ngô Kiến Huy    | Thỏ Đen, Bắp Bắp, Thánh nhọ, Tay thối , Bé Bầu |
| 9   | Trấn Thành      | Khủng long, Đuông dừa, Xìn                     |
| 10  | BB Trần         | Thánh chơi dơ                                  |
| 11  | Jack            | Meo Meo, em út, cậu út, Hí                     |

## Kết quả

### Mùa 1 (2019) –Chạy đi chờ chi

#### Chi tiết từng tập
| Tập          | Các thành viên chính | Các thành viên chính | Các thành viên chính | Các thành viên chính | Các thành viên chính | Các thành viên chính | Các thành viên chính |
| Tập          | Trấn Thành           | Trương Thế Vinh      | Ngô Kiến Huy         | Jun Phạm             | BB Trần              | Liên Bỉnh Phát       | Lan Ngọc             |
| ------------ | -------------------- | -------------------- | -------------------- | -------------------- | -------------------- | -------------------- | -------------------- |
| 1            | Thắng                | Thua                 | Thua                 | Thua                 | Thua                 | Thua                 | Thua                 |
| 2            | Thua                 | Thua                 | Thua                 | Thua                 | Thắng                | Thắng                | Thắng                |
| 3–4          | Thua                 | Thua                 | Thắng                | Thắng                | Thắng                | Thua                 | Thắng                |
| 4–5          | Thua                 | Thua                 | Thua                 | Thua                 | Thắng                | Thua                 | Thua                 |
| 6–7          | Thua                 | Thắng                | Thắng                | Thua                 | Thua                 | Thua                 | Không tham gia       |
| 7–8          | Thua                 | Thắng                | Thắng                | Thắng                | Thắng                | Thắng                | Thắng                |
| 9–10         | Thua                 | Thua                 | Thua                 | Thua                 | Thua                 | Thắng                | Thua                 |
| 10–11        | Thắng                | Thua                 | Thắng                | Thắng                | Thua                 | Thua                 | Thua                 |
| 11–12        | Thua                 | Thua                 | Thắng                | Thua                 | Thua                 | Thua                 | Thua                 |
| 13           | Thắng                | Thua                 | Thắng                | Thua                 | Thắng                | Thua                 | Thua                 |
| 14           | Thua                 | Thắng                | Thua                 | Thắng                | Thua                 | Thua                 | Thua                 |
| 15-Chung kết | Thua                 | Thua                 | Thua                 | Thua                 | Thua                 | Thua                 | Thắng                |
| Tổng         | 3                    | 3                    | 6                    | 4                    | 5                    | 3                    | 4                    |

#### Chung cuộc
| Hạng              | Tên thành viên  | Số lần thắng |
| ----------------- | --------------- | ------------ |
| 1                 | Ngô Kiến Huy    | 6            |
| 2                 | BB Trần         | 5            |
| 3                 | Lan Ngọc        | 4            |
| 3                 | Jun Phạm        | 4            |
| 4                 | Liên Bỉnh Phát  | 3            |
| 4                 | Trương Thế Vinh | 3            |
| 4                 | Trấn Thành      | 3            |
| Vô địch: Lan Ngọc |                 |              |

### Mùa 2 (2021) –Running Man Vietnam - Chơi là chạy[a]

#### Chi tiết từng tập
| Tập               | Các thành viên chính | Các thành viên chính | Các thành viên chính | Các thành viên chính | Các thành viên chính | Các thành viên chính | Các thành viên chính | Các thành viên chính | Các thành viên chính |
| Tập               | Lan Ngọc             | Liên Bỉnh Phát       | Jun Phạm             | Trương Thế Vinh      | Ngô Kiến Huy         | Thúy Ngân            | Trường Giang         | Karik                | Jack                 |
| ----------------- | -------------------- | -------------------- | -------------------- | -------------------- | -------------------- | -------------------- | -------------------- | -------------------- | -------------------- |
| 1                 | Thua                 | Thắng                | Thua                 | Thua                 | Thua                 | Thua                 | Thua                 | Không tham gia       | Thua                 |
| 2–3               | Thắng                | Thua                 | Thua                 | Thắng                | Thắng                | Thua                 | Thua                 | Không tham gia       | Thua                 |
| 3–4               | Thua                 | Thua                 | Thua                 | Thua                 | Thua                 | Thua                 | Thua                 | Thắng                | Thua                 |
| 5–6               | Thua                 | Thua                 | Thắng                | Thắng                | Thắng                | Thắng                | Thua                 | Thua                 | Không tham gia       |
| 6–7               | Thắng                | Thắng                | Thắng                | Thua                 | Thua                 | Thua                 | Thua                 | Thua                 | Không tham gia       |
| 8–9               | Thua                 | Thua                 | Thua                 | Thua                 | Thắng                | Thua                 | Thắng                | Thua                 | Không tham gia       |
| 9–10              | Thua                 | Thua                 | Thắng                | Thua                 | Thua                 | Thua                 | Thua                 | Thua                 | Không tham gia       |
| 12–13             | Thua                 | Thua                 | Thua                 | Thua                 | Thắng                | Thắng                | Thua                 | Không tham gia       | Không tham gia       |
| 13–14             | Thắng                | Thua                 | Thua                 | Thua                 | Thắng                | Thua                 | Thắng                | Không tham gia       | Không tham gia       |
| 15–16 (Chung kết) | Thua                 | Thua                 | Thua                 | Thua                 | thắng                | Thua                 | Thua                 | Thua                 | Không tham gia       |
| Tổng              | 3                    | 2                    | 3                    | 2                    | 6                    | 2                    | 2                    | 1                    | 0                    |

#### Chung cuộc
| Hạng                  | Tên thành viên  | Số lần thắng |
| --------------------- | --------------- | ------------ |
| 1                     | Ngô Kiến Huy    | 6            |
| 2                     | Jun Phạm        | 3            |
| 2                     | Lan Ngọc        | 3            |
| 3                     | Trương Thế Vinh | 2            |
| 3                     | Liên Bỉnh Phát  | 2            |
| 3                     | Thúy Ngân       | 2            |
| 3                     | Trường Giang    | 2            |
| 4                     | Karik           | 1            |
| 5                     | Jack            | 0            |
| Vô địch: Ngô Kiến Huy |                 |              |